# Sankt Lorenzen im Mürztal
Sankt Lorenzen im Mürztal ist eine österreichische Marktgemeinde mit 3775 Einwohnern (Stand 1. Jänner 2024) im Gerichtsbezirk Bruck an der Mur und im politischen Bezirk Bruck-Mürzzuschlag in der Steiermark.

## Geografie
Das Zentrum von Sankt Lorenzen liegt auf einer Höhe von 560 m ü. A., der höchste Punkt auf dem Gemeindegebiet ist der im Norden gelegene Töllmarkogel mit 1366 m.
Sankt Lorenzen im Mürztal liegt nordöstlich der Stadt Kapfenberg.

### Gemeindegliederung
Das Gemeindegebiet umfasst folgende 10 Ortschaften (in Klammern Einwohnerzahl Stand 1. Jänner 2024):
- Alt-Hadersdorf (70) samt Waldweg
- Fuscht (3)
- Gassing (590) samt Schimpelhof
- Lesing (124)
- Mödersdorf (204)
- Mürzgraben (130) samt Mürzgrabenstraße und Wiedenberg
- Nechelheim (5)
- Pogusch (50)
- Sankt Lorenzen im Mürztal (2582) samt Herrenberg, Rammersdorfer-Siedlung, Spiegelfeldsiedlung
- Scheuchenegg (17)

Die Gemeinde besteht aus den Katastralgemeinden Pogusch, Rammersdorf, Rumpelmühle und St. Lorenzen im Mürztal.

### Nachbargemeinden
|            | Turnau                                      |          |
|            | Kompassrose, die auf Nachbargemeinden zeigt | Kindberg |
| Kapfenberg | Sankt Marein im Mürztal                     |          |

## Geschichte
Sankt Lorenzen im Mürztal wurde im Jahr 860 erstmals urkundlich erwähnt. Der Ort ging durch den Lorenzer Fenstersturz am 8. Mai 1921 in die Geschichte ein.
Am 18. August 1929 kam es bei parallel verlaufenden Kundgebungen von Schutzbund und Heimwehr zu einer Straßenschlacht mit vorerst einem Toten und 57 Verletzten. Darunter waren 30 Schwerverletzte, zwei davon starben bald darauf. Dieses Ereignis war mit ein Grund für den Rücktritt der Bundesregierung Streeruwitz.

## Kultur und Sehenswürdigkeiten
- Schloss Nechelheim

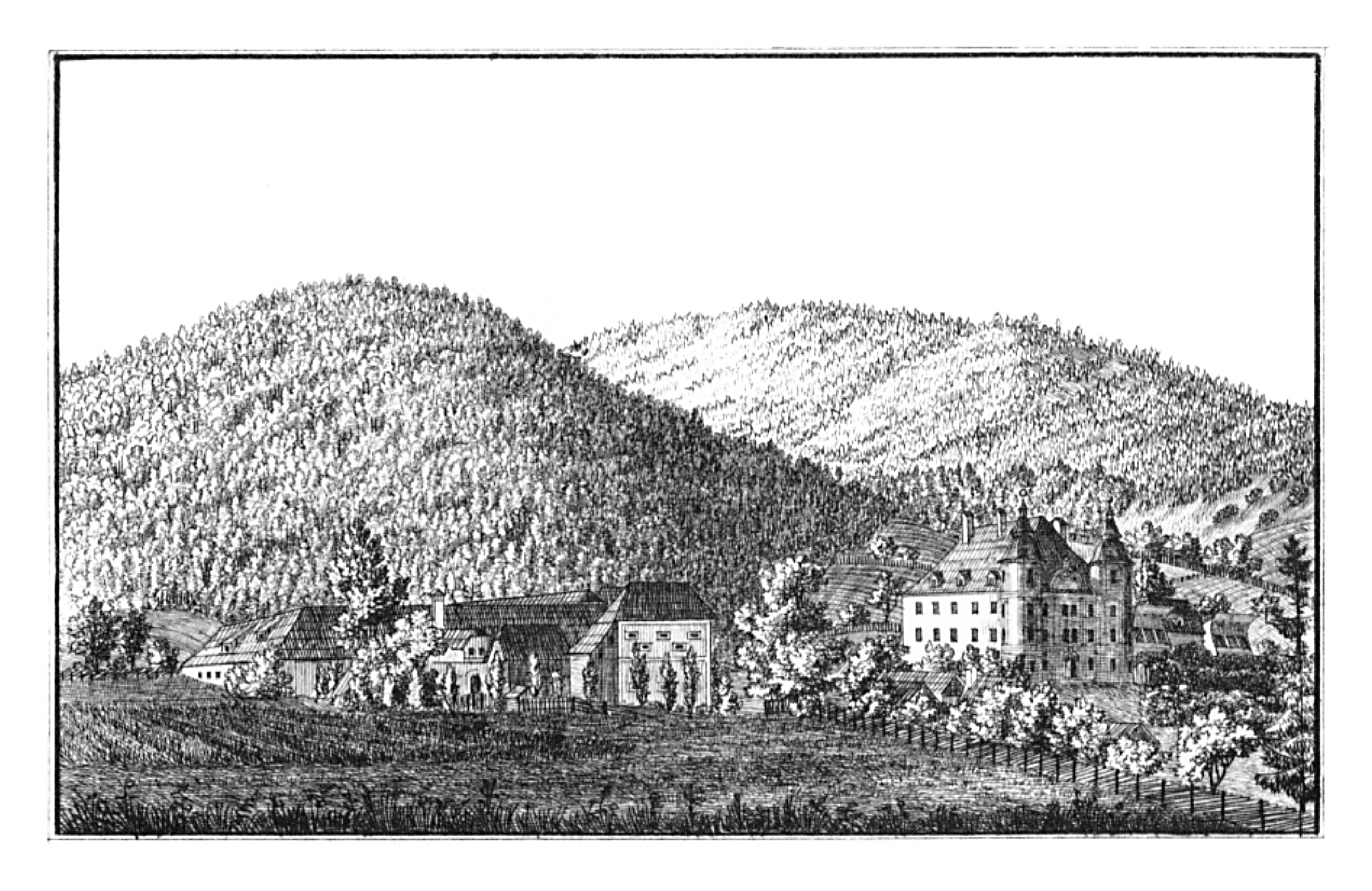
Schloss Nechelheim bei St. Lorenzen, Lith. um 1830, J.F.Kaiser, Graz

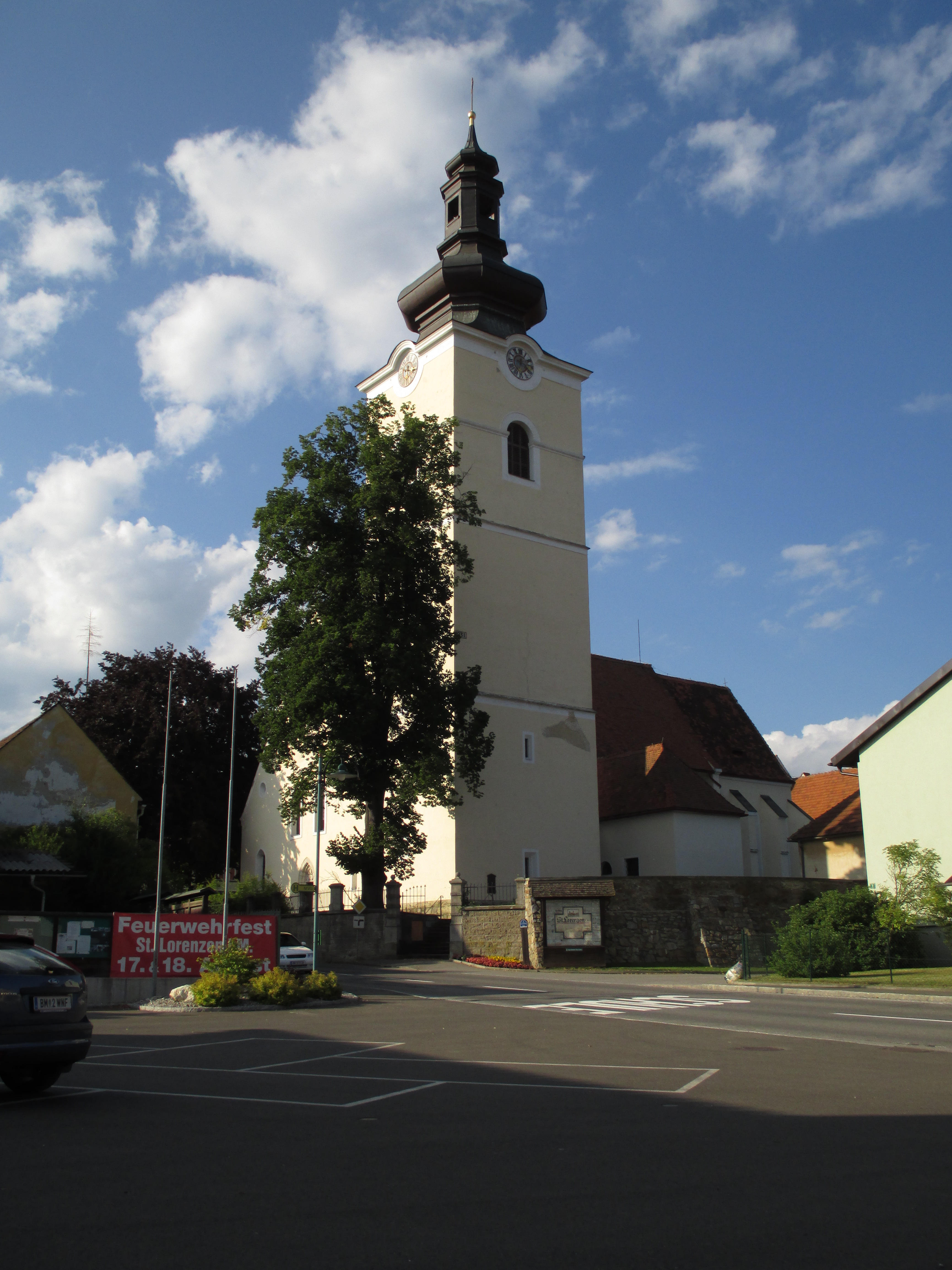
Pfarrkirche St. Lorenzen im Mürztal

- Katholische Pfarrkirche St. Lorenzen im Mürztal mit ehem. Friedhof und Kriegerdenkmal

## Wirtschaft und Infrastruktur

### Wirtschaftssektoren
Die folgende Tabelle zeigt die Entwicklung der Anzahl der Betriebe und der Beschäftigten in den Wirtschaftssektoren:
| Wirtschaftssektor            | Anzahl Betriebe | Anzahl Betriebe | Anzahl Betriebe | Erwerbstätige | Erwerbstätige | Erwerbstätige |
| Wirtschaftssektor            | 2021            | 2011            | 2001            | 2021          | 2011          | 2001          |
| ---------------------------- | --------------- | --------------- | --------------- | ------------- | ------------- | ------------- |
| Land- und Forstwirtschaft 1) | 45              | 58              | 68              | 71            | 57            | 60            |
| Produktion                   | 37              | 28              | 23              | 234           | 255           | 300           |
| Dienstleistung               | 185             | 159             | 77              | 946           | 860           | 495           |

1) Betriebe mit Fläche in den Jahren 2010 und 1999, Arbeitsstätten im Jahr 2021

### Verkehr
- Eisenbahn: Südlich der Gemeinde verläuft die Südbahn. Der Bahnhof St.Marein im Mürztal-St.Lorenzen befindet sich außerhalb des Gemeindegebietes. Von hier gibt es stündliche Schnellbahnverbindungen nach Bruck an der Mur.[7]
- Straße: Die Landesstraße L123 von St. Marein im Süden nach Turnau im Norden durchquert das Gemeindegebiet. Im Süden verlaufen die Leobener Straße B116 und die Semmering Schnellstraße S6.

## Politik

### Gemeinderat
Der Gemeinderat hat 21 Mitglieder.
- Nach den Gemeinderatswahlen in der Steiermark 2000 hatte der Gemeinderat folgende Verteilung: 11 ÖVP, 7 SPÖ, 2 FPÖ und 1 GRÜNE.
- Nach den Gemeinderatswahlen in der Steiermark 2005 hatte der Gemeinderat folgende Verteilung: 11 ÖVP, 9 SPÖ und 1 FPÖ.[8]
- Nach den Gemeinderatswahlen in der Steiermark 2010 hatte der Gemeinderat folgende Verteilung: 11 ÖVP, 8 SPÖ und 2 FPÖ.[9]
- Nach den Gemeinderatswahlen in der Steiermark 2015 hatte der Gemeinderat folgende Verteilung: 9 ÖVP, 6 SPÖ, 4 WIR und 2 FPÖ.[10]
- Nach den Gemeinderatswahlen in der Steiermark 2020 hatte der Gemeinderat folgende Verteilung: 10 ÖVP, 7 SPÖ und 4 WIR.[11]
- Nach den Gemeinderatswahlen in der Steiermark 2025 hat der Gemeinderat folgende Verteilung: 11 ÖVP, 6 SPÖ, 2 FPÖ und 2 WIR.[12]

### Bürgermeister
| von               | bis               | Name               | Beruf, Anmerkung                   | Partei |
| ----------------- | ----------------- | ------------------ | ---------------------------------- | ------ |
| 1850              | 1860              | Heinrich Knauer    | Chirurg                            |        |
| 1860              | 1870 (?)          | Johann Pacher      | Gastwirt und Bäcker                |        |
| 1870 (?)          | 1877              | Michael Grassauer  |                                    |        |
| 1877              | 11. Mai 1895      | Georg Kollment     | Wagner und Grundbesitzer in Lesing |        |
| 11. Mai 1895      | 21. Mai 1895      | Karl Gortan        | Kaufmann                           |        |
| 21. Mai 1895      | 10. Januar 1931   | Johann Stoll       | Gastwirt und Fleischhauer          | CS     |
| 10. Januar 1931   | 14. Mai 1932      | Raphael Zöscher    | Landwirt in Hadersdorf             | CS     |
| 14. Mai 1932      | 29. Juli 1934     | Franz Hammer       | praktischer Arzt                   | GDVP   |
| August 1934       | 12. März 1938     | Raphael Zöscher    | Landwirt in Hadersdorf             | VF     |
| 12. März 1938     | Mai 1945          | Franz Hammer       | praktischer Arzt                   | NSDAP  |
| 31. Mai 1945      | 19. Dezember 1945 | Johann Königshofer | provisorischer Bürgermeister       | SPÖ    |
| 19. Dezember 1945 | 29. April 1950    | Raphael Zöscher    | Landwirt in Hadersdorf             | ÖVP    |
| 29. April 1950    | 5. Dezember 1951  | Ignaz Weiss        | Elektrizitätswerks-Angestellter    | SPÖ    |
| 6. Januar 1952    | 17. April 1955    | Josef Koller       | Tischlermeister                    | ÖVP    |
| 17. April 1955    | 30. April 1965    | Anton Kuchler      | Schlosser                          | SPÖ    |
| 30. April 1965    | 21. April 1990    | Walter Brass       | Laborant                           | SPÖ    |
| 21. April 1990    | 7. Juli 2009      | Willi Weberhofer   | Postbeamter                        | ÖVP    |
| 7. Juli 2009      | 20. Januar 2014   | Johann Haberl      | Produktionsleiter                  | ÖVP    |
| 20. Januar 2014   | 29. Juli 2020     | Alois Doppelhofer  | Elektrotechniker                   | ÖVP    |
| 29. Juli 2020     | 28. Sept. 2023    | Petra Weberhofer   | Gemeindebedienstete                | SPÖ    |
| 17. Oktober 2023  | 25. April 2025    | Alois Doppelhofer  | Elektrotechniker                   | ÖVP    |
| 25. April 2025    |                   | Johann Haberl      | Produktionsleiter in Pension       | ÖVP    |

## Persönlichkeiten

### Ehrenbürger der Gemeinde
- 1996: Johann Pabst (1916–1999), Politiker der ÖVP, Abgeordneter zum Steiermärkischen Landtag 1961–1970, Mitglied des Bundesrates 1970–1975[16]

### Söhne und Töchter der Gemeinde
- Sylvester Rosegger (1912–2006), Agrarwissenschafter und Universitätsprofessor
- Johann Pabst (1916–1999), Landwirt, ÖVP-Politiker
- Johanna König geb. Donnerbauer (* 1958), Schriftstellerin
- Monique Fessl (* 1974), Musikproduzentin, Komponistin, Techno-DJ, Sängerin und Medienkünstlerin

### Personen mit Bezug zur Gemeinde
- Nikolaus Beuttner (vor 1592 – nach 1610), deutscher Lehrer, Kirchendiener und Herausgeber eines katholischen Gesangbuchs
- Otto Fraydt von Fraydenegg und Monzello (1851–1939), Beamter und Politiker
- Gotthold Hasenhüttl (* 1933), Theologe, wirkte von 1962 bis 1964 als Kaplan in Sankt Lorenzen.
- Heinrich Krapff (vor 1334–1387), Bischof von Lavant, 1362/63 Pfarrer von Sankt Lorenzen
- Mario Lang (* 1988), Musiker, wuchs in Sankt Lorenzen auf
- Paul von Störck (1850–1920), Gutsbesitzer und Politiker, Pionier des Genossenschaftswesens in Österreich (Ehrenbürger)